# Эритрейцы в Израиле
В Израиле на 2023 год проживают по разным данным от 16 тыс. до 25 тыс., либо около 30 тысяч эритрейцев, которые составляют 71 % от всех нелегальных мигрантов из Африки в Израиле. Большинство эритрейцев в Израиле принадлежат к этнической группе тиграи.
Практически все они бежали из страны (через Судан и Египет; некоторые также через Эфиопию), спасаясь от авторитарного режима в Эритрее и де-факто бессрочной обязательной службы в армии. Военнослужающие сталкиваются с тяжёлым трудом, телесными наказаниями и  сексуальной эксплуатацией. Согласно Управлению Верховного комиссара ООН по делам беженцев, учитывая нарушения основных прав человека в Эритрее, подавляющее большинство эритрейцев, живущих в Израиле, не могут безопасно вернуться в свою страну.
На 2021 год 18 тысяч из них имеют статус «ищущих убежище», только 32 эритрейца получили статус беженца (86 % эритрейцев получают этот статус в странах Европы). По мнению многих израильских политиков, например, Аелет Шакед, большинство африканцев в Израиле являются не беженцами, а экономическими мигрантами.
Израиль пытается поощрять африканцев вернуться в свои страны. В 2017 году Израиль пытался выдворить африканцев в Уганду и Руанду, но эта программа провалилась. Согласно «закону о залоге», 20 процентов (впоследствии БАГАЦ снизил для женщин и некоторых других категорий людей до 6) зарплаты мигрантов откладывается на специальный закрытый счёт, деньги с которого можно снять только уехав из Израиля. Критики закона отмечают, что он понизил и без того низкий социоэкономический уровень африканцев, позволяет обогащаться нечестным работодателям, не переводящим деньги, и не достигает своей цели, так как люди не уезжают, не получив сумму полностью. 10 000 эритрейцев уже покинули Израиль.